# Uroš Zorman
Uroš Zorman (Ljubljana, Slovenija, 9. siječnja 1980.) je umirovljeni slovenski rukometaš i aktualni rukometni trener. Trenutno je izbornik seniorske Slovenske rukometne reprezentacije. Igrao na poziciji srednjeg vanjskog. Prije Celja igrao je za Ciudad Real, Ademar Leon i Ljubljanu.

## Vanjske poveznice
|  | Zajednički poslužitelj ima još gradiva o temi Uroš Zorman |